# Every Little Thing (Carly Pearce)
Every Little Thing è il primo album in studio della cantante statunitense Carly Pearce, pubblicato nel 2017.

## Tracce
1. Hide the Wine – 3:28
2. Careless – 3:43
3. Every Little Thing – 3:01
4. Everybody Gonna Talk – 3:09
5. Catch Fire – 3:13
6. If My Name Was Whiskey – 3:17
7. Color – 2:47
8. I Need a Ride Home – 3:32
9. Doin' It Right – 2:46
10. Feel Somethin' – 3:26
11. You Know Where to Find Me – 3:30
12. Honeysuckle – 3:19
13. Dare Ya – 3:32